# Сергєєв шукає Сергєєва
Сергєєв шукає Сергєєва — радянський художній телефільм 1974 року, знятий на кіностудії «Білорусьфільм».

## Сюжет
Співробітник науково-дослідного інституту Юрій Сергєєв таємниче зник. В ході розслідування, який веде дільничний міліціонер Ілля Сергєєв, однофамілець зниклого, з'ясовується, що Юрій перебуває у відрядженні, але про це в інституті толком ніхто нічого не знає. Міліція знаходить Сергєєва, але до цього часу пропадає начальник відділу, в якому працює Юрій, і знову оголошується розшук.

## У ролях
- Юрій Каморний — Ілля Петрович Сергєєв, старший лейтенант міліції, новий дільничний
- Леонід Дьячков — Юрій Миколайович Сергєєв, інженер, 35 років
- Маргарита Терехова — Таня, дівчина Юрія, співробітниця «Аерофлоту»
- Олена Наумкіна — Льока, дівчина Іллі, продавець букіністичного магазину
- Валентин Гафт — Анатолій Анатолійович Петелін, друг Юрія, соціолог
- Павло Панков — Іван Микитович, сусід Юрія, любитель детективів
- Ігор Кашинцев — начальник відділу кадрів
- Леонас Цюніс — начальник відділу
- Павло Винник — Андрій Гаврилович Крутих, начальник групи
- Вадим Яковлєв — Володимир Андрійович Куликов, друг Юрія
- Наталія Гундарева — Алла Володимирівна, голова місцевкому
- Володимир Шохін — Льоша Троїлов, колега Юрія
- Валентин Букін — Кастусь Іванович, сусідський гість з Річиці
- Борис Владомирський — Пятрусь Антонович Мясюк, сусід Юрія, співробітник міліції
- Зоя Осмоловська — Анна Павлівна, сусідка Юрія
- Едуард Горячий — книжковий ерудит
- Олександр Добротін — книжковий ерудит
- Тамара Муженко — сусідка Сергєєва
- Галина Макарова — пасажирка з Мурманська
- Геннадій Гарбук — сусід Сергєєва
- Костянтин Веремейчик — перехожий
- Йонас Біржіс — пасажир в аеропорту

## Знімальна група
- Режисер — Геннадій Іванов
- Сценарист — Аркадій Інін
- Оператор — Едуард Садрієв
- Композитор — Геннадій Гладков
- Художник — Євген Ганкін